# Alina Surmacka-Szcześniak
Alina Surmacka-Szcześniak (ur. 8 lipca 1925 w Warszawie, zm. 23 lipca 2016 w Mount Vernon) – amerykańska chemik i doktor technologii żywności.
W sierpniu 1944 podczas powstania warszawskiego została deportowana wraz z matką do Niemiec, gdzie spędziła 10 miesięcy w obozie pracy. Wyzwolona przez armię amerykańską 13 kwietnia 1945 przyleciała do Nowego Jorku do swojego wuja, wynalazcy polskiej metody produkcji kauczuku syntetycznego. W 1948 ukończyła Bryn Mawr College.
W 1952 uzyskała stopień doktora technologii żywności na Wydziale Technologii Żywności Massachusetts Institute of Technology. W tym samym roku dołączyła do działu badawczego General Foods (obecnie Kraft Foods). Zasiadała w radzie konsultacyjnej kwartalnika Polskiego Towarzystwa Technologów Żywności „Żywność. Nauka-technologia-jakość”.
W 1985 została pierwszą kobietą, która zdobyła nagrodę Nicholasa Apperta, najwyższe odznaczenie przyznawane wśród członków Institute of Food Technologists (międzynarodowego stowarzyszenia zrzeszającego naukowców i technologów żywności). W 1997 Akademia Rolnicza w Poznaniu nadała jej doktorat honoris causa.